# Karl Christian Reisig
Karl Christian Reisig (* 17. November 1792 in Weißensee (Thüringen); † 17. Januar 1829 in Venedig) war ein deutscher Klassischer Philologe.

## Leben
Karl Christian Reisig, der Sohn eines wohlhabenden Arztes, erhielt den ersten Unterricht von seinem Vater und besuchte ab 1805 die Klosterschule Roßleben. Nach der Reifeprüfung bezog er im Herbst 1809 die Universität Leipzig, wo er Philologie studierte. Gottfried Hermann regte ihn zur Beschäftigung mit der griechischen Literatur an und nahm ihn bereits im ersten Semester in seine Societas Graeca auf. 1812 veröffentlichte Reisig gemeinsam mit dem Studenten August Meineke eine kritische Ausgabe von Xenophons Oeconomicus, in der er seinen Lehrer Gottfried Hermann verherrlichte und dessen älteren Kollegen Christian Daniel Beck stark kritisierte. Wegen des Aufsehens, das diese Schrift erregte, verließ Reisig Leipzig und ging an die Universität Göttingen. Hier setzte er seine Studien fort und spezialisierte sich auf den Komödiendichter Aristophanes.
Bei der Volkserhebung gegen Napoleon (1813) verließ Reisig die Universität, um als Freiwilliger in der sächsischen Armee an den Befreiungskriegen teilzunehmen. Er wurde bald zum Feldwebel ernannt, nahm jedoch bis 1815 nicht an den Kampfhandlungen teil. Er beschäftigte sich weiter mit Aristophanes und veröffentlichte 1816 das Buch Coniectaneorum in Aristophanem liber I, mit dem er die Textkritik des Dichters auf eine ganz neue Grundlage stellte. Aufgrund dieser Arbeit wurde er im August 1817 von der Universität Jena zum Dr. phil. promoviert. Im Januar 1818 folgte ebenda seine Habilitation. Als Teilnehmer der Befreiungskriege und als junger Dozent, der Latein und Griechisch fließend sprach, war er bei den Studenten sehr beliebt. 1820 lernte er Goethe kennen, der ihn in Jena besuchte.
Da die Zahl der Studenten an der Universität Jena seit dem Attentat Karl Ludwig Sands (1819) stetig sank, kam Reisig in finanzielle Bedrängnis. Als außerordentlicher Professor verdiente er kaum genug zum Lebensunterhalt, und mit sinkenden Studentenzahlen sanken auch die Kollegiengelder. Darum bemühte er sich um Versetzung an eine preußische Universität. Im Herbst 1820 wurde Reisig an der Universität Halle-Wittenberg zum außerordentlichen Professor ernannt. Nach dem Vorbild seines Leipziger Lehrers Hermann richtete er in Halle eine Societas Graeca ein, deren berühmteste Mitglieder Friedrich Ritschl, Agathon Benary und Friedrich Haase waren.
1824, nach dem Tod August Seidlers, wurde Reisig zum Ordinarius ernannt. Er wurde jedoch nicht an der Seminardirektion beteiligt, die der greise Professor Christian Gottfried Schütz (1747–1832) gemeinsam mit Seidlers Nachfolger Moritz Hermann Eduard Meier übernahm. Um diese Zurücksetzung zu kompensieren, richtete Reisig ein Privatissimum zur lateinischen Disputation ein, das dem Seminar zunehmend den Rang ablief. Einen Ruf an die Christian-Albrechts-Universität Kiel (1826) schlug er aus, ebenso die Mitdirektion am Seminar, die ihm daraufhin angeboten wurde.
In seiner Hallenser Zeit erweiterte Reisig seine altertumswissenschaftlichen Kenntnisse bedeutend. Er plante, die Leipziger grammatische Schulung mit der Boeckhschen Sachphilologie zu vereinigen und beschäftigte sich darum intensiv mit griechischer Kunst und Epigraphik. Eine Bildungsreise in Italien wurde ihm 1828 von der Regierung bewilligt. So reiste Reisig im Herbst 1828 über Leipzig und München nach Venedig, wo er im November anlangte und in der Marcusbibliothek arbeitete. Kurz darauf erkrankte er schwer. Ein Arzt, den sein Begleiter Karl Ferdinand Ranke holte, diagnostizierte „Nervenfieber“, konnte Reisig aber nicht helfen. Nachdem das Fieber am Neujahrstag 1829 verschwunden war, starb Reisig am 17. Januar.